# Morro da Fumaça
Morro da Fumaça este un oraș în Santa Catarina (SC), Brazilia.